# Bernd Freytag von Loringhoven
Alexander Otto Hermann Wolfgang Bernd Freiherr Freytag von Loringhoven, född 6 februari 1914 i Kuressaare, död 27 februari 2007 i München, var en tysk friherre och officer i andra världskriget. År 1956 tog han värvning i Bundeswehr och nådde 1973 generallöjtnants grad.

## Biografi

### Andra världskrigets slutskede
I januari 1945 flyttade Adolf Hitler in i sin bunker i Berlin. Freytag von Loringhoven var en av dem som förberedde de dagliga militära överläggningarna i bunkern. Han fick av Hitler tillstånd att lämna bunkern och försöka nå Walther Wencks 12:e armé. Detta lyckades dock inte och han greps av amerikanska soldater. Freytag von Loringhoven hölls internerad till 1948.